# Красный монетный двор
Красный или Китайский монетный двор — памятник гражданской архитектуры конца XVII века, занимающий с более поздними пристройками квартал Китай-города между Воскресенскими воротами, Печатным двором и Заиконоспасским монастырём.

## Старый монетный двор
Монетный двор делится на внешний и внутренний протяжённым зданием двухэтажных палат 1697 года постройки. Посредине здания пробита проездная арка.
В петровское время нижний этаж занимали палаты с собственным входом — кузнечная, плавильная, плащильная, пожигальная. Поскольку в подвале хранились драгоценные металлы и действовала долговая тюрьма, оформленные белокаменными наличниками окна выходят только во внутренний двор. Верхний этаж был отдан под палаты казначейную, кладовую, работную и пробирную.

Снаружи [верхний] этаж богато декорирован в стиле московского барокко резными белокаменными наличниками и пластичными приставными колонками в простенках, фризом из полихромных изразцов, орнаментальными рельефами с растительными мотивами, раковинами, волютами, пальметтами.— Москва (энциклопедия, 1997)

## Производственная деятельность
Монетный двор действовал на протяжении более чем столетия, пока не был перенесён в другое место при императоре Павле в 1797 году. На нем чеканились общегосударственные золотые, серебряные и медные монеты различных достоинств, а также некоторые монеты специальных выпусков (например, для Восточной Пруссии). Участвовал в екатерининской массовой перечеканке медных монет 1762 и 1796 годов с двукратным увеличением их монетной стопы, а также в павловской обратной перечеканке этих монет с приведением их в прежнюю монетную стопу. Обратную перечеканку монет 1796 года производил специальными штемпелями с обозначением Екатеринбургского монетного двора.

## Реконструкция

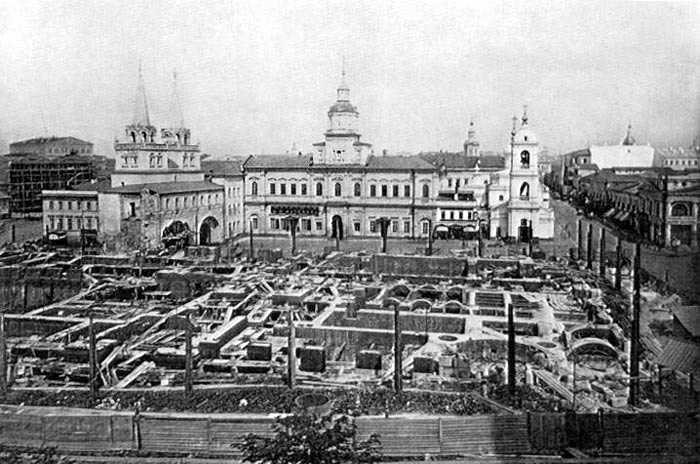
Губернские присутственные места в середине XIX века (слева — Воскресенские ворота, справа — Казанский собор)

В правление Анны Иоанновны комплекс монетного двора был перестроен по проекту П. И. Гейдена. По обе стороны старых палат были пристроены новые корпуса, образовавшие два замкнутых дворика и третий, обращённый к реке Неглинной. Наиболее парадно был оформлен корпус, выходящий к Воскресенским воротам; его стены декорированы плоскими ризалитами, пилястрами, карнизом.
При Екатерине II в этом корпусе по проекту М. Ф. Казакова был оборудован парадный зал губернских присутственных мест с лепным убранством в стиле классицизма. Над залом, где заседала шестигласная дума, в 1806 году была надстроена характерная ратушная башня, фактически служившая пожарной каланчой. В старой долговой тюрьме держали опаснейших государственных преступников, таких, как Е. Пугачёв и А. Радищев.
В конце XIX века к дому губернского правления с севера было пристроено здание Московской городской думы. Изначально предполагалось строить его на Красной площади, на фундаментах старого здания. Каланча, повторявшая своими очертаниями башню Главной аптеки на другой стороне переулка, была снесена вскоре после сталинского уничтожения Воскресенских ворот.

## Современность
Новые корпуса монетного двора служат нейтральным архитектурным фоном для восстановленного в 1990-е годы Казанского собора. Фасад, выходящий на Никольскую улицу, был в начале XX века перестроен под Никольские торговые ряды (автор проекта Л. Н. Кекушев). Раннебарочный декор западного фасада был воссоздан в 1960-е годы. Согласно данным «Архнадзора» по состоянию на 2008 год

Монетный двор номинально принадлежит Историческому музею, но на деле его помещения заняты различного рода арендаторами. Вход во двор, ранее открытый для всех, последние 10 лет заперт глухими воротами. В 2003 г. во время строительства двухэтажной церковной лавки Казанского собора был сбит только что восстановленный резной декор древнего корпуса Монетного двора. Фасад Никольских рядов, изрядно обветшавший, завешен рекламными щитами.
Во дворе между монетным двором и бывшим зданием городской думы с осени 2012 года помещается музей Отечественной войны.

Внутренний дворик после реконструкции (сентябрь 2015 г.)
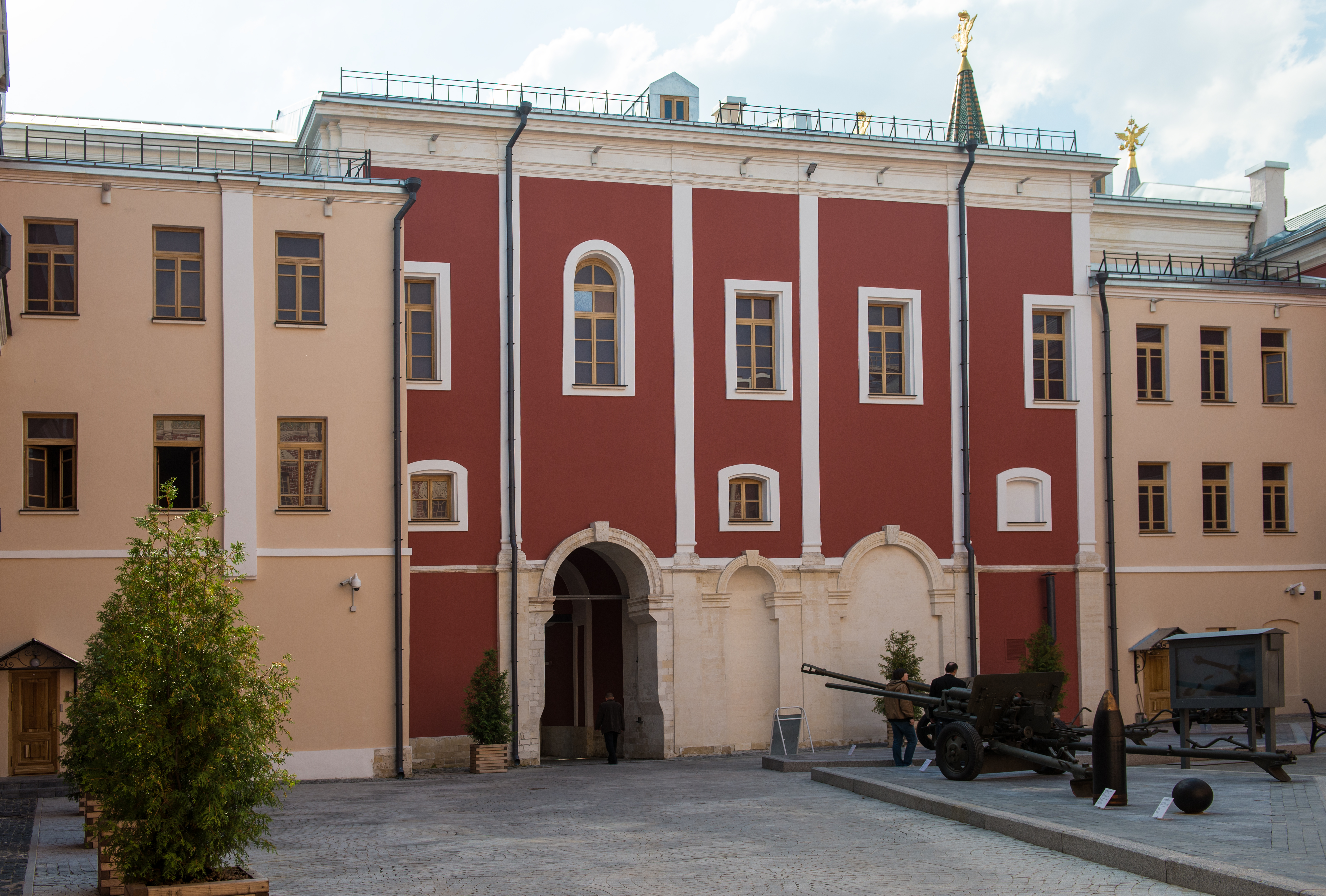
Вид на здание Монетного двора с проездной аркой
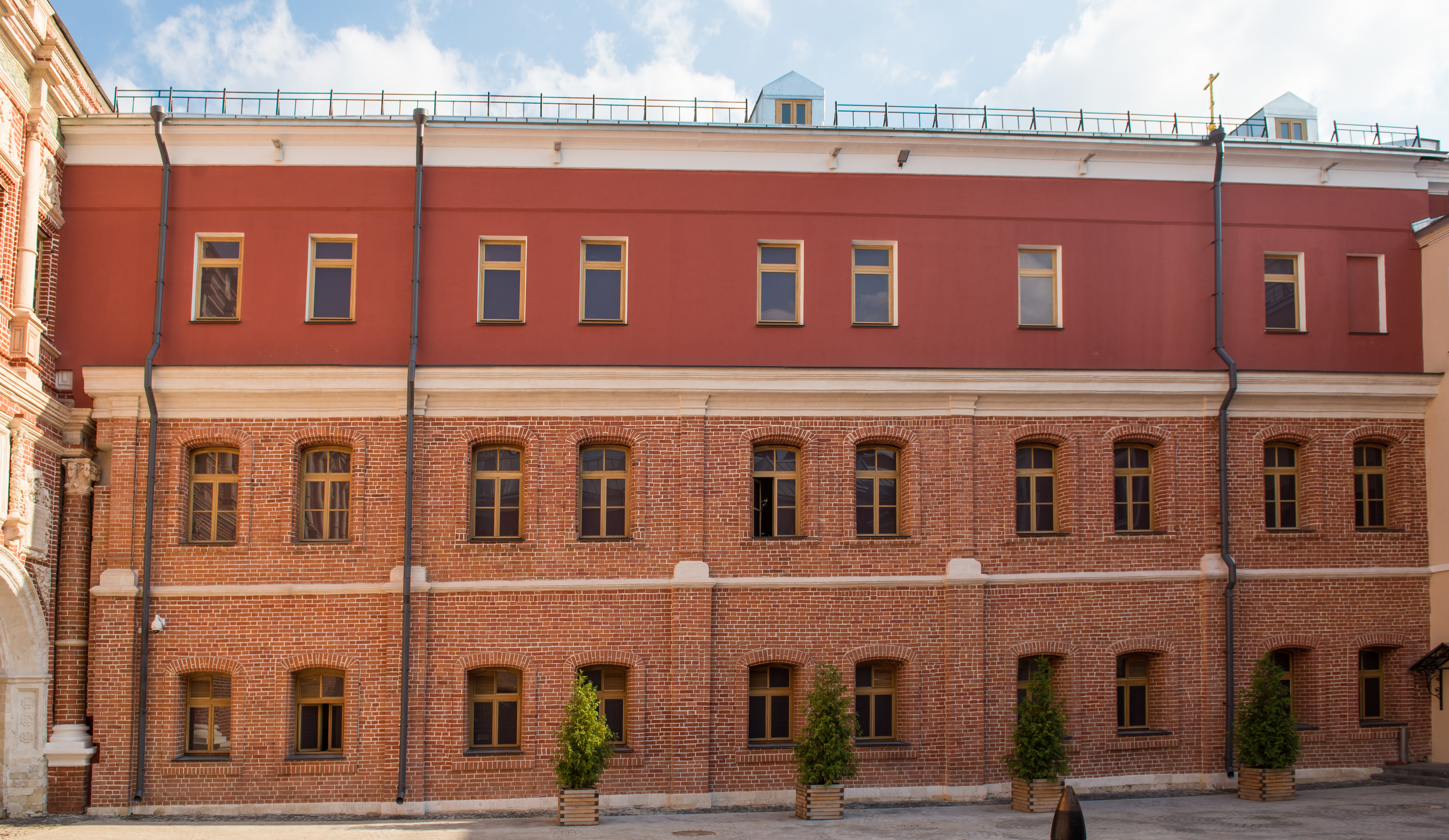
Юго-восточная сторона, примыкающая к Казанскому собору
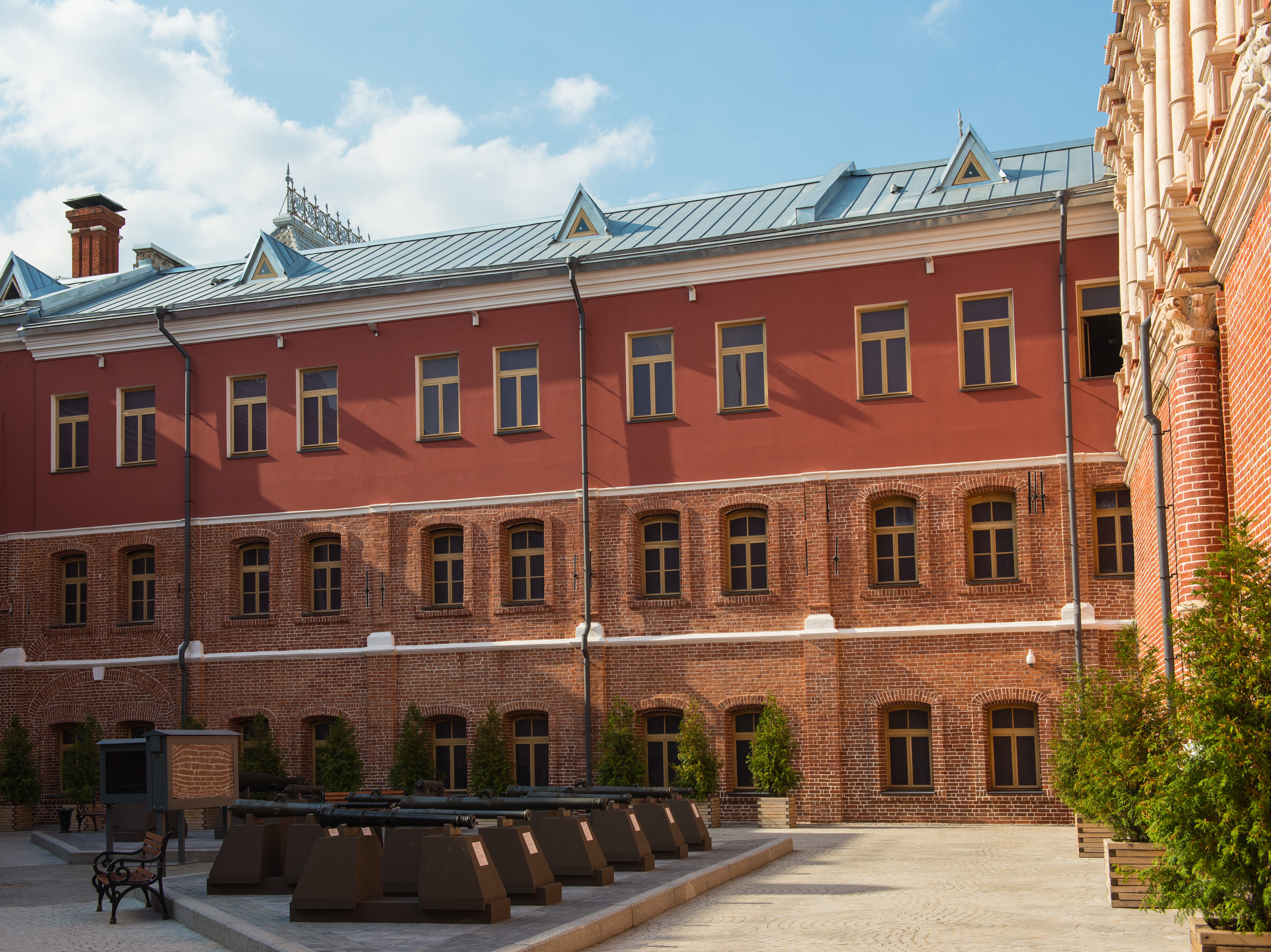
Северный корпус, внутренний дворик
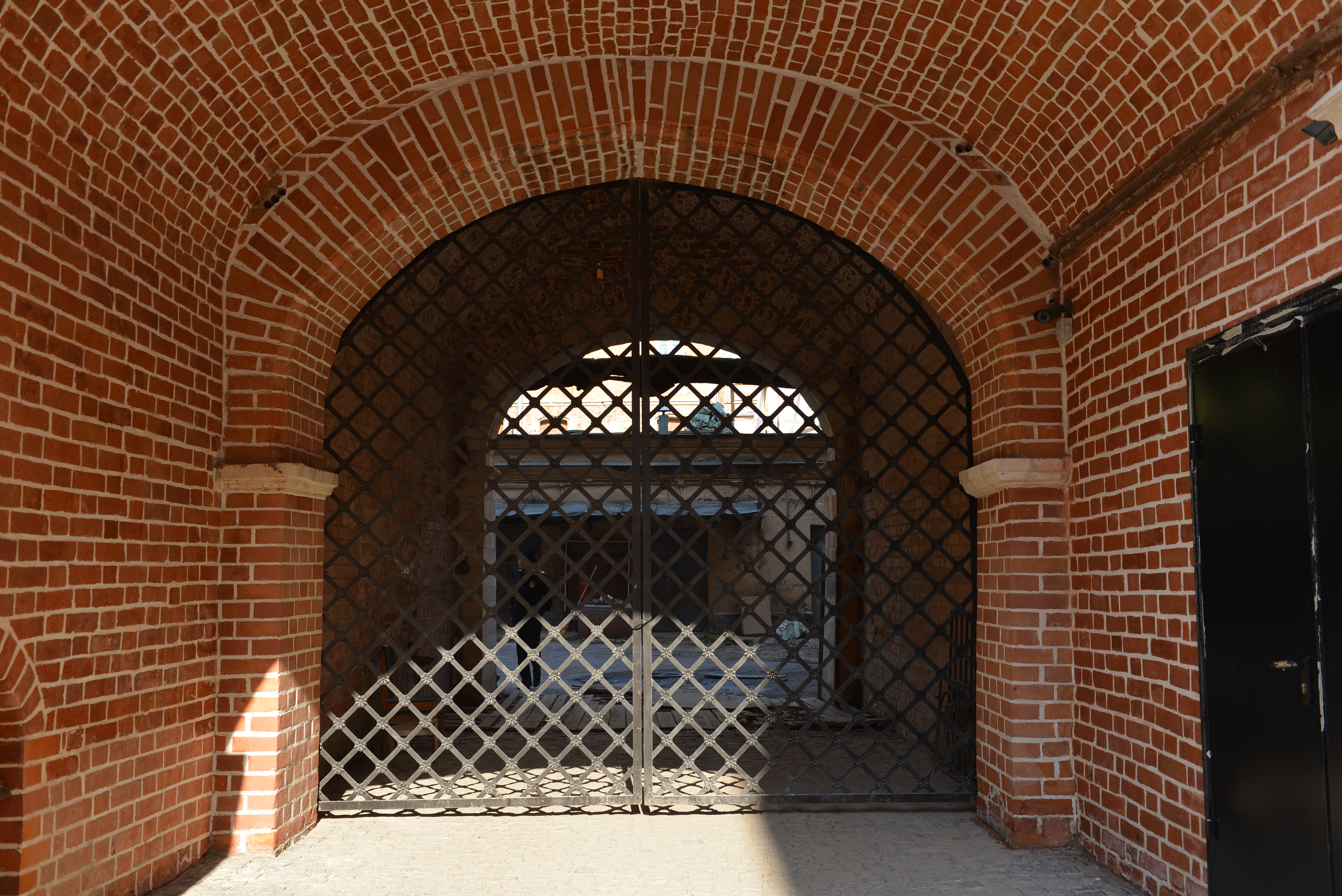
Арка в здании